# Aedermannsdorf
Aedermannsdorf é uma comuna da Suíça, situada no distrito de Thal, no cantão de Soleura. Tem 12,88 km² de área e sua população em 2018 foi estimada em 570 habitantes.